# Референдум в Казахстане (30 августа 1995)
Конституционный референдум прошёл в Казахстане 30 августа 1995 года. Новая Конституция была поддержана 90,0 % избирателей, при явке 90,6 %.
Референдум проводился на основании Указа Президента Казахстана от 28 июля 1995 г. № 2389 «О проведении 30 августа 1995 года республиканского референдума». В соответствии с пунктом 2 данного указа на референдум выносился единственный вопрос: «Принимаете ли Вы новую Конституцию Республики Казахстан, проект которой опубликован в печати первого августа 1995 года?»

## Результаты
| Выбор                 | Голосов   | %    |
| --------------------- | --------- | ---- |
| За                    | 7,212,773 | 90.0 |
| Против                | 800,839   | 10.0 |
| Испорченные бюллетени | 78,103    | -    |
| Всего                 | 8,091,715 | 100  |
| Source: Nohlen et al. |           |      |

## Факты
Порядок проведения референдума регулировался Указом Президента Республики Казахстан от 25 марта 1995 г. № 2151, имеющим силу Конституционного закона, «О республиканском референдуме». 2 ноябpя 1995 года Указами Президента №№ 2592 и 2593 утверждена новая версия законодательного акта и отменено действие прежнего акта. Впоследствии, данный акт Парламентом был переоформлен в Конституционный закон Казахстана «О республиканском референдуме» № 2592.
Дата проведения референдума и принятия Конституции Казахстана является государственным праздником.